# ゲーメストΖ文庫
ゲーメストΖ文庫（ゲーメストゼータぶんこ）は、日本の出版社・新声社（1999年倒産）が1995年8月から1996年6月にかけて刊行していた文庫レーベル。
オリジナル作品やアーケードゲームのノベライズ作品など7冊が刊行されたが、売上げは芳しくなく創刊から1年足らずで撤退している。

## タイトル一覧
- ストリートファイターII（著者/いさき玲衣）全2巻
  - ウルティメット・タワーズ (イラスト/ことぶきつかさ)
  - ロンドン・クライシス (イラスト/大貫健一)
- ヴァンパイアハンター外伝（著者/嬉野秋彦）
  - モリガン編 紅い月の魔女 (イラスト/河野里佳)
  - レイレイ編 終わらない春 (イラスト/桜瀬琥姫)
- 幻世神話ラスト・ラグナロク（著者/三宅一明, イラスト/此路あゆみ）
- 速攻生徒会外伝（著者/山本剛, イラスト/小川雅史）
- 神創戦記エクサイマーZEO（著者/大島栄次, イラスト/中村博文）
- ジュエルヴァルキュリアー -魔王ブロンディアの咆哮- (著者/菊池たけし,イラスト/七瀬葵)　- 未刊行作品